# Elfenbenssopp
Elfenbenssopp (Suillus placidus) är en svampart som först beskrevs av Hermann Friedrich Bonorden, och fick sitt nu gällande namn av Rolf Singer 1945. Enligt Catalogue of Life ingår Elfenbenssopp i släktet Suillus, och familjen Suillaceae, men enligt Dyntaxa är tillhörigheten istället släktet Suillus, och familjen Gomphidiaceae. Arten är reproducerande i Sverige. Inga underarter finns listade i Catalogue of Life.

## Källor

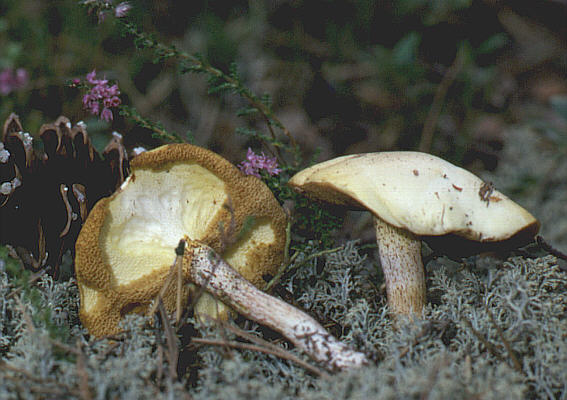
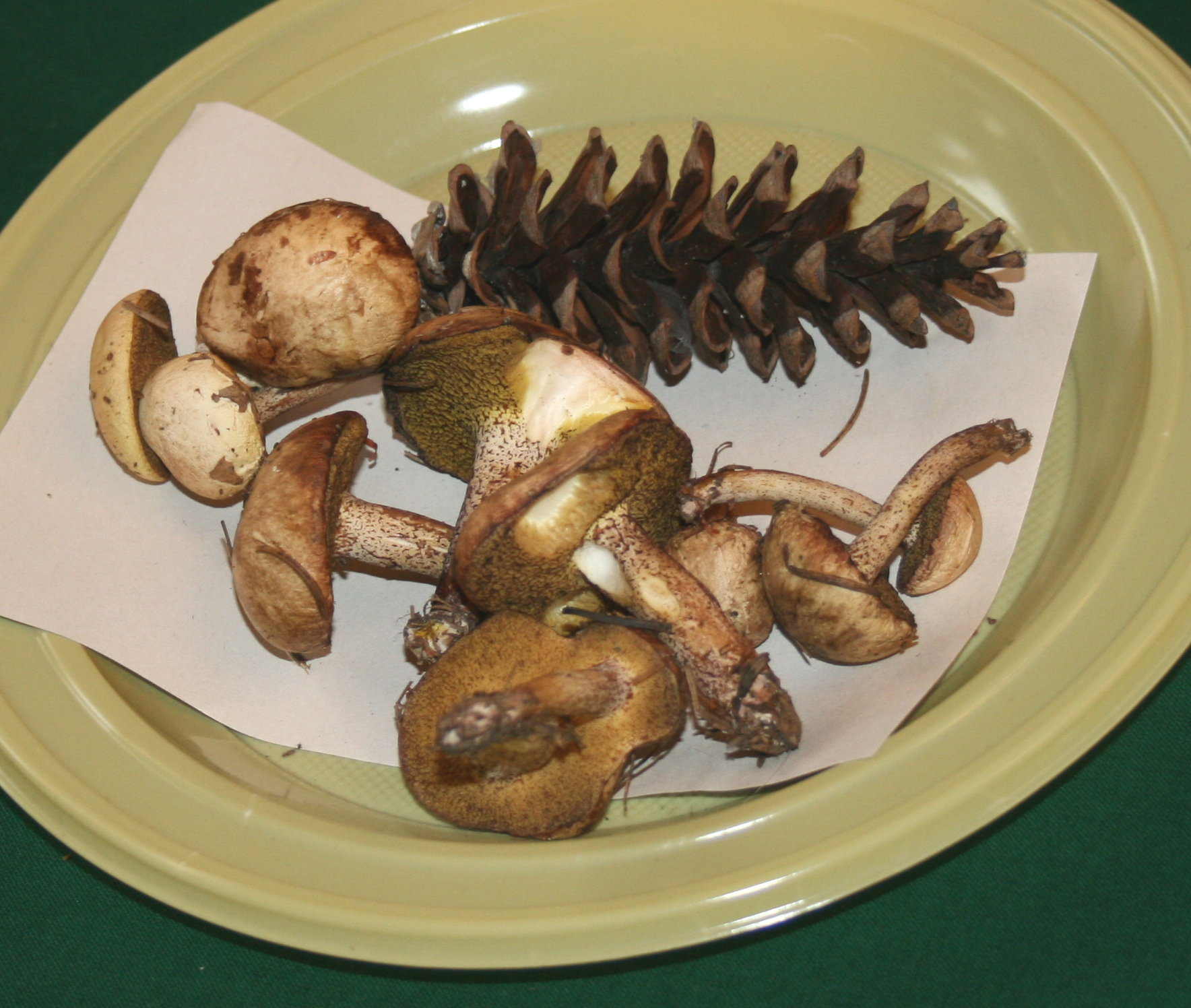
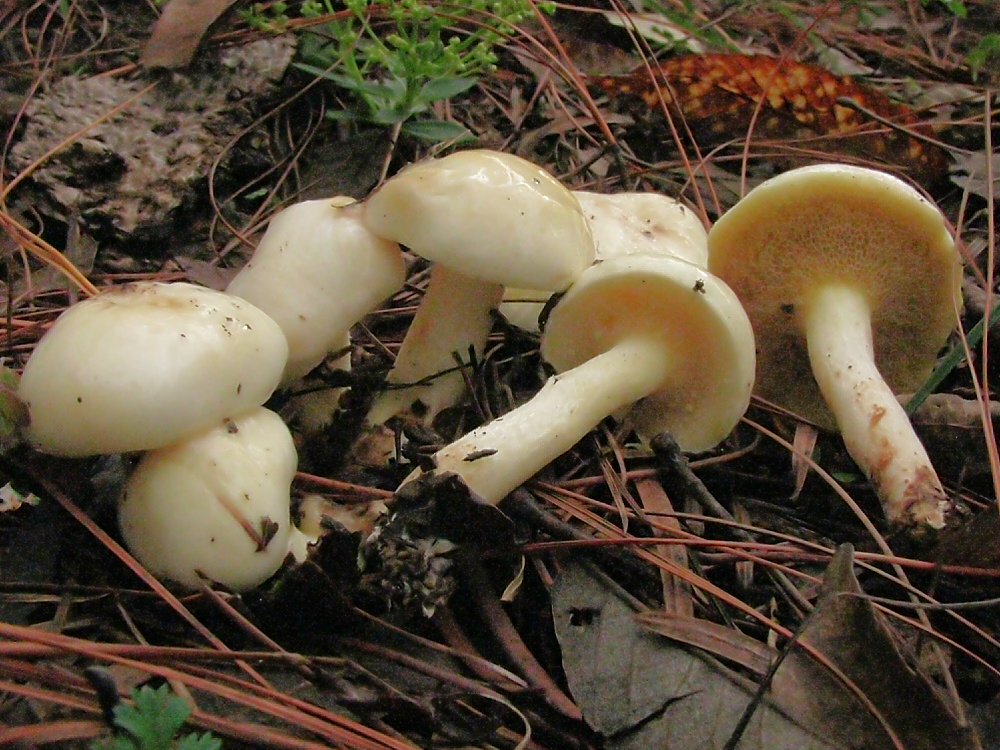
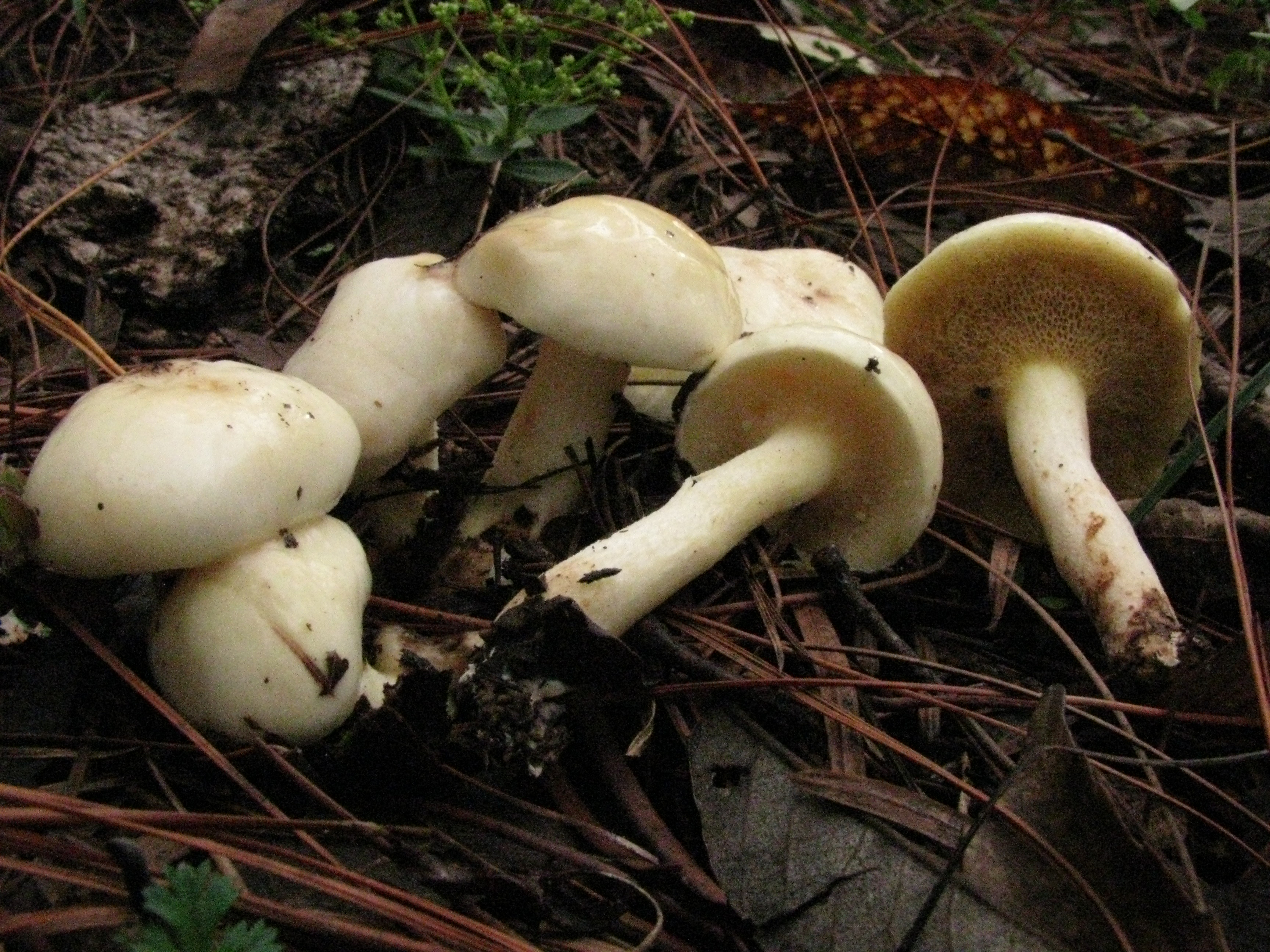